# Top Percussion
Top Percussion è un album di Tito Puente, pubblicato dalla RCA Victor Records nel 1958.

## Tracce
Lato A
1. Eléquana – 2:59 (Mongo Santamaría)
2. Bragada – 3:32 (Julito Collazo)
3. Obatala yeza – 3:22 (Francisco Aquabella)
4. Alaumba chemaché – 2:50 (Francisco Aquabella)
5. Oguere madeo – 3:54 (Julito Collazo)
6. Obaricoso – 3:43 (Mongo Santamaria)

Lato B
1. Four by Two (Part I) – 2:41 (Tito Puente)
2. Conga alegre – 2:39 (Tito Puente)
3. Ti mon bo – 6:36 (Tito Puente)
4. Mon-ti – 4:42 (Tito Puente)
5. Hot Timbales – 2:57 (Tito Puente)

## Musicisti
- Tito Puente - timbales
- Macucho (El Viejo Macucho) - voce
- Marcelino (Marcelino Guerra) - voce
- Mercedita (Merceditas Valdes) - voce
- Evaristo Baro - contrabbasso
- Enrique Martí - percussioni
- Francisco Urrutia - percussioni
- Julito Collazo - percussioni
- Mongo Santamaría - percussioni
- Bill Correa (Willie Bobo) - percussioni